# Station Bad Homburg
Station Bad Homburg is een spoorwegstation in de Duitse plaats Bad Homburg vor der Höhe. Het station werd in 1907 geopend.